# Daniël Jacobus Erasmus
Daniël Jacobus Erasmus (ur. 5 kwietnia 1830, zm. 30 kwietnia 1913) – burski polityk.
Pełnił funkcję tymczasowego prezydenta Republiki Południowoafrykańskiej (21 listopada 1871-1 lipca 1872).